# Troisième circonscription du Nord de 1986 à 2012
La troisième circonscription du Nord est l'une des 24 circonscriptions législatives françaises que compte le département du Nord.

## Description géographique et démographique

### De 1958 à 1986
Le département avait vingt-trois circonscriptions.
La troisième circonscription du Nord était composée de :
- canton de Lille-Nord
- canton de Lille-Nord-Est

Source : Journal Officiel du 14-15 octobre 1958.

### De 1988 à 2010
La troisième circonscription du Nord a d'abord été délimitée par le découpage électoral de la loi n°86-1197 du 24 novembre 1986
, et regroupait les divisions administratives suivantes : 
- canton de Lille-Centre
- canton de Lille-Nord
- canton de Lille-Nord-Est

Elle correspondait donc approximativement, outre les deux communes de La Madeleine et de Mons-en-Barœul, aux quartiers lillois du Vieux-Lille, du Centre, de Fives et de Saint-Maurice Pellevoisin.
Lors du recensement général de la population en 1999, réalisé par l'Institut National de la Statistique et des Études Économiques (INSEE), la population totale de cette circonscription est estimée à 103 149 habitants,.

### Depuis 2010
Depuis l'adoption de l'ordonnance n° 2009-935 du 29 juillet 2009, ratifiée par le Parlement français le 21 janvier 2010, la composition de cette circonscription a été intégralement modifiée. Elle regroupe désormais les divisions administratives suivantes : 
- Canton d'Avesnes-sur-Helpe-Nord
- Canton de Bavay
- Canton de Maubeuge-Nord
- Canton de Maubeuge-Sud
- Canton de Solre-le-Château
- Canton de Trélon.

## Description politique
Par son découpage, la troisième circonscription du Nord inclut des quartiers très divers. Circonscription très convoitée par les deux camps, elle s'est donnée à la gauche en 1997 par 300 voix d'avance (1 %), avant de revenir aisément à droite en 2002, par 3 000 voix d'avance. Toutefois, en donnant une légère avance à Ségolène Royal (50,32 % contre 49,68 %) face à Nicolas Sarkozy qui enregistrait une percée notable dans le département du Nord, la circonscription semble avoir mis en évidence une évolution sociologique confirmée par la courte défaite (400 voix)de Christian Decocq aux élections législatives qui suivirent face à Alain Cacheux.

## Historique des députations
| Législature | Début de mandat | Fin de mandat  | Député                                          | Parti politique | Observations |
| ----------- | --------------- | -------------- | ----------------------------------------------- | --------------- | --- |
| Ire         | 9 décembre 1958 | 9 octobre 1962 | Léon Delbecque                                  | UNR             | Mandat écourté à la suite d'une dissolution parlementaire décidée par Charles de Gaulle.                                                                       |
| IIe         | 6 décembre 1962 | 2 avril 1967   | Liévin Danel                                    | UNR             | |
| IIIe        | 3 avril 1967    | 30 mai 1968    | Liévin Danel                                    | UNR             | Mandat écourté à la suite d'une dissolution parlementaire décidée par Charles de Gaulle.                                                                       |
| IVe         | 11 juillet 1968 | 1er avril 1973 | Liévin Danel puis Alain Le Marc'hadour dès 1970 | UNR             | |
| Ve          | 2 avril 1973    | 2 avril 1978   | Claude Dhinnin                                  | URP             | |
| VIe         | 3 avril 1978    | 22 mai 1981    | Claude Dhinnin                                  | RPR             | Mandat écourté à la suite d'une dissolution parlementaire décidée par François Mitterrand.                                                                     |
| VIIe        | 2 juillet 1981  | 1er avril 1986 | Jacqueline Osselin                              | PS              | |
| VIIIe       | 2 avril 1986    | 14 mai 1988    | Jacqueline Osselin                              | PS              | Proportionnelle par département, pas de député par circonscription. Mandat écourté à la suite d'une dissolution parlementaire décidée par François Mitterrand. |
| IXe         | 23 juin 1988    | 1er avril 1993 | Claude Dhinnin                                  | RPR             | |
| Xe          | 2 avril 1993    | 21 avril 1997  | Claude Dhinnin,                                 | RPR,            | Mandat écourté à la suite d'une dissolution parlementaire décidée par Jacques Chirac.                                                                          |
| XIe         | 12 juin 1997    | 18 juin 2002   | Alain Cacheux,                                  | PS,             | |
| XIIe        | 19 juin 2002    | 19 juin 2007   | Christian Decocq,                               | UMP,            | |
| XIIIe       | 20 juin 2007    | 19 juin 2012   | Alain Cacheux,                                  | PS,             | Adjoint au maire de Lille, Vice-Président de Lille Métropole Communauté Urbaine                                                                                |

## Historiques des élections

### Élections de 1958
| Candidat       | Candidat           | Parti          | Premier tour | Premier tour | Second tour | Second tour |  |
| Candidat       | Candidat           | Parti          | Voix         | %            | Voix        | %           |  |
| -------------- | ------------------ | -------------- | ------------ | ------------ | ----------- | ----------- |  |
|                | Léon Delbecque élu | UNR            | 12 564       | 32,59        | 23 390      | 63,42       |  |
|                | Joseph Lussiez     | SFIO           | 7 653        | 19,85        | 12 824      | 34,77       |  |
|                | Albert Landrie     | PCF            | 5 258        | 13,64        | Retrait     | Retrait     |  |
|                | Félix Peltier      | MRP            | 4 474        | 11,6         | Retrait     | Retrait     |  |
|                | François Royer     | Modérés        | 3 611        | 9,37         | 665         | 1,8         |  |
|                | Georges Petit      | CR             | 2 757        | 7,15         | Retrait     | Retrait     |  |
|                | Georges Delval     | Modérés        | 961          | 2,49         |             |             |  |
|                | Robert Ruaux       | Modérés        | 691          | 1,79         |             |             |  |
|                | André Courtinat    | Modérés        | 587          | 1,52         |             |             |  |
|                |                    |                |              |              |             |             |  |
| Inscrits       | Inscrits           | Inscrits       | 48 035       | 100,00       | 48 035      | 100,00      |  |
| Abstentions    | Abstentions        | Abstentions    | 8 501        | 17,7         | 9 481       | 19,74       |  |
| Votants        | Votants            | Votants        | 39 534       | 82,3         | 38 554      | 80,26       |  |
| Blancs et nuls | Blancs et nuls     | Blancs et nuls | 978          | 2,47         | 1 675       | 4,34        |  |
| Exprimés       | Exprimés           | Exprimés       | 38 556       | 97,53        | 36 879      | 95,66       |  |

Le suppléant de Léon Delbecque était René Dhont, adjoint au maire de La Madeleine.
Léon Delbecque, hostile à la politique concernant l'Algérie, quitta le groupe UNR en 1959,.

### Élections de 1962
| Candidat       | Candidat               | Parti          | Premier tour | Premier tour | Second tour | Second tour |  |
| Candidat       | Candidat               | Parti          | Voix         | %            | Voix        | %           |  |
| -------------- | ---------------------- | -------------- | ------------ | ------------ | ----------- | ----------- |  |
|                | Liévin Danel élu       | UNR-UDT        | 14 599       | 43,58        | 20 837      | 61          |  |
|                | Joseph Lussiez         | SFIO           | 5 968        | 17,81        | 13 321      | 39          |  |
|                | Albert Landrie         | PCF            | 5 470        | 16,33        | Retrait     | Retrait     |  |
|                | Paul Desmoutier        | MRP            | 4 469        | 13,34        | Retrait     | Retrait     |  |
|                | Marcel Veroone         | Extrême droite | 1 628        | 4,86         |             |             |  |
|                | Léon Delbecque sortant | CNIP           | 1 369        | 4,09         |             |             |  |
|                |                        |                |              |              |             |             |  |
| Inscrits       | Inscrits               | Inscrits       | 45 742       | 100,00       | 45 742      | 100,00      |  |
| Abstentions    | Abstentions            | Abstentions    | 11 168       | 24,42        | 10 057      | 21,99       |  |
| Votants        | Votants                | Votants        | 34 574       | 75,58        | 35 685      | 78,01       |  |
| Blancs et nuls | Blancs et nuls         | Blancs et nuls | 1 071        | 3,1          | 1 527       | 4,28        |  |
| Exprimés       | Exprimés               | Exprimés       | 33 503       | 96,9         | 34 158      | 95,72       |  |

Le suppléant de Liévin Danel était Alain Le Marc'hadour, docteur en médecine, maire de La Madeleine.

### Élections de 1967
| Candidat       | Candidat                   | Parti          | Premier tour | Premier tour | Second tour | Second tour |  |
| Candidat       | Candidat                   | Parti          | Voix         | %            | Voix        | %           |  |
| -------------- | -------------------------- | -------------- | ------------ | ------------ | ----------- | ----------- |  |
|                | Liévin Danel sortant réélu | UD-Ve          | 17 201       | 48,66        | 19 817      | 56,95       |  |
|                | Raymond Allard             | FGDS (SFIO)    | 7 229        | 20,45        | 14 980      | 43,05       |  |
|                | Jean Colpin                | PCF            | 6 682        | 18,9         | Retrait     | Retrait     |  |
|                | Philippe Parsy             | CD (PDM)       | 4 236        | 11,98        |             |             |  |
|                |                            |                |              |              |             |             |  |
| Inscrits       | Inscrits                   | Inscrits       | 44 248       | 100,00       | 44 248      | 100,00      |  |
| Abstentions    | Abstentions                | Abstentions    | 7 982        | 18,04        | 8 084       | 18,27       |  |
| Votants        | Votants                    | Votants        | 36 266       | 81,96        | 36 164      | 81,73       |  |
| Blancs et nuls | Blancs et nuls             | Blancs et nuls | 918          | 2,53         | 1 367       | 3,78        |  |
| Exprimés       | Exprimés                   | Exprimés       | 35 348       | 97,47        | 34 797      | 96,22       |  |

Le suppléant de Liévin Danel était Alain Le Marc'hadour, conseiller général, maire de La Madeleine.

### Élections de 1968
|                | Liévin Danel sortant réélu | UDR (URP)      | 17 985 | 52,36  |  |  |  |
|                | Jean Colpin                | PCF            | 5 538  | 16,12  |  |  |  |
|                | Raymond Allard             | FGDS (SFIO)    | 5 200  | 15,14  |  |  |  |
|                | Philippe Parsy             | CD (PDM)       | 4 078  | 11,87  |  |  |  |
|                | Paul Van Rechem            | PSU            | 1 550  | 4,51   |  |  |  |
|                |                            |                |        |        |  |  |  |
| Inscrits       | Inscrits                   | Inscrits       | 43 700 | 100,00 |  |  |  |
| Abstentions    | Abstentions                | Abstentions    | 8 782  | 20,1   |  |  |  |
| Votants        | Votants                    | Votants        | 34 918 | 79,9   |  |  |  |
| Blancs et nuls | Blancs et nuls             | Blancs et nuls | 567    | 1,62   |  |  |  |
| Exprimés       | Exprimés                   | Exprimés       | 34 351 | 98,38  |  |  |  |

Le suppléant de Liévin Danel était Alain Le Marc'hadour. Alain Le Marc'hadour remplaça Liévin Danel, décédé, du 3 janvier 1970 au 1er avril 1973.

### Élections de 1973
| Candidat       | Candidat             | Parti          | Premier tour | Premier tour | Second tour | Second tour |  |
| Candidat       | Candidat             | Parti          | Voix         | %            | Voix        | %           |  |
| -------------- | -------------------- | -------------- | ------------ | ------------ | ----------- | ----------- |  |
|                | Pierre Billecocq élu | UDR (URP)      | 12 019       | 33,19        | 19 749      | 54,68       |  |
|                | Gérard Thiéffry      | PS (UGSD)      | 6 851        | 18,92        | 16 369      | 45,32       |  |
|                | Alain Bocquet        | PCF            | 6 383        | 17,63        | Retrait     | Retrait     |  |
|                | Claude Vouters       | CD (MR)        | 5 367        | 14,82        | Retrait     | Retrait     |  |
|                | Pierre Brognard      | Divers droite  | 2 598        | 7,17         |             |             |  |
|                | Alphonse Dedès       | Divers droite  | 857          | 2,37         |             |             |  |
|                | René Ourdouillie     | LO             | 799          | 2,21         |             |             |  |
|                | Marcelle Minet       | PSU            | 795          | 2,2          |             |             |  |
|                | Jean-Loup Fontaine   | OCT            | 541          | 1,49         |             |             |  |
|                |                      |                |              |              |             |             |  |
| Inscrits       | Inscrits             | Inscrits       | 46 077       | 100,00       | 46 083      | 100,00      |  |
| Abstentions    | Abstentions          | Abstentions    | 8 994        | 19,52        | 8 811       | 19,12       |  |
| Votants        | Votants              | Votants        | 37 083       | 80,48        | 37 272      | 80,88       |  |
| Blancs et nuls | Blancs et nuls       | Blancs et nuls | 873          | 2,35         | 1 154       | 3,1         |  |
| Exprimés       | Exprimés             | Exprimés       | 36 210       | 97,65        | 36 118      | 96,9        |  |

Le suppléant de Pierre Billecocq était Claude Dhinnin, agent d'assurances. Claude Dhinnin remplaça Pierre Billecocq, nommé membre du gouvernement, du 13 mai 1973 au 2 avril 1978.

### Élections de 1978
| Candidat       | Candidat                     | Parti          | Premier tour | Premier tour | Second tour | Second tour |  |
| Candidat       | Candidat                     | Parti          | Voix         | %            | Voix        | %           |  |
| -------------- | ---------------------------- | -------------- | ------------ | ------------ | ----------- | ----------- |  |
|                | Claude Dhinnin sortant réélu | RPR            | 13 731       | 34,16        | 21 945      | 53,25       |  |
|                | Jacqueline Osselin           | PS             | 9 375        | 23,32        | 19 267      | 46,75       |  |
|                | Michel Douliez               | PCF            | 7 300        | 18,16        | Retrait     | Retrait     |  |
|                | Claude Vouters               | UDF (CDS)      | 5 310        | 13,21        |             |             |  |
|                | Jean-Claude Bocquet          | Divers droite  | 1 090        | 2,71         |             |             |  |
|                | Bertrand Marçais             | MRG            | 1 022        | 2,54         |             |             |  |
|                | Jacques Delahousse           | MDD            | 805          | 2            |             |             |  |
|                | Jean-Paul Crouchez           | LO             | 785          | 1,95         |             |             |  |
|                | Roselyne Bavencove           | OCT            | 779          | 1,94         |             |             |  |
|                |                              |                |              |              |             |             |  |
| Inscrits       | Inscrits                     | Inscrits       | 51 590       | 100,00       | 51 590      | 100,00      |  |
| Abstentions    | Abstentions                  | Abstentions    | 10 511       | 20,37        | 9 595       | 18,6        |  |
| Votants        | Votants                      | Votants        | 41 079       | 79,63        | 41 995      | 81,4        |  |
| Blancs et nuls | Blancs et nuls               | Blancs et nuls | 882          | 2,15         | 783         | 1,86        |  |
| Exprimés       | Exprimés                     | Exprimés       | 40 197       | 97,85        | 41 212      | 98,14       |  |

Le suppléant de Claude Dhinnin était Charles Delehaye, docteur en médecine.

### Élections de 1981
| Candidat       | Candidat                | Parti          | Premier tour | Premier tour | Second tour | Second tour |  |
| Candidat       | Candidat                | Parti          | Voix         | %            | Voix        | %           |  |
| -------------- | ----------------------- | -------------- | ------------ | ------------ | ----------- | ----------- |  |
|                | Claude Dhinnin sortant  | RPR (UNM)      | 14 280       | 42,79        | 17 154      | 48,39       |  |
|                | Jacqueline Osselin élue | PS             | 13 081       | 39,20        | 18 293      | 51,61       |  |
|                | Michel Douliez          | PCF            | 4 199        | 12,58        |             |             |  |
|                | Serge Cattelin          | Divers droite  | 1 812        | 5,43         |             |             |  |
|                |                         |                |              |              |             |             |  |
| Inscrits       | Inscrits                | Inscrits       | 50 270       | 100,00       | 50 270      | 100,00      |  |
| Abstentions    | Abstentions             | Abstentions    | 16 439       | 32,7         | 14 265      | 28,38       |  |
| Votants        | Votants                 | Votants        | 33 831       | 67,3         | 36 005      | 71,62       |  |
| Blancs et nuls | Blancs et nuls          | Blancs et nuls | 459          | 1,36         | 558         | 1,55        |  |
| Exprimés       | Exprimés                | Exprimés       | 33 372       | 98,64        | 35 447      | 98,45       |  |

Le suppléant de Jacqueline Osselin était Bernard Masset, journaliste à La Madeleine.

### Élections de 1988
| Candidat       | Candidat                     | Parti          | Premier tour | Premier tour | Second tour | Second tour |  |
| Candidat       | Candidat                     | Parti          | Voix         | %            | Voix        | %           |  |
| -------------- | ---------------------------- | -------------- | ------------ | ------------ | ----------- | ----------- |  |
|                | Claude Dhinnin sortant réélu | RPR (URC)      | 13 830       | 42,52        | 18 260      | 52,82       |  |
|                | Jacqueline Osselin sortante  | PS             | 11 947       | 36,73        | 16 308      | 47,18       |  |
|                | Marc Wargnier                | FN             | 4 042        | 12,43        |             |             |  |
|                | Michel Douliez               | PCF            | 2 387        | 7,34         |             |             |  |
|                | Laurent Rosenfeld            | Divers         | 323          | 0,99         |             |             |  |
|                |                              |                |              |              |             |             |  |
| Inscrits       | Inscrits                     | Inscrits       | 56 651       | 100,00       | 56 651      | 100,00      |  |
| Abstentions    | Abstentions                  | Abstentions    | 23 515       | 41,51        | 21 227      | 37,47       |  |
| Votants        | Votants                      | Votants        | 33 136       | 58,49        | 35 424      | 62,53       |  |
| Blancs et nuls | Blancs et nuls               | Blancs et nuls | 607          | 1,83         | 856         | 2,42        |  |
| Exprimés       | Exprimés                     | Exprimés       | 32 529       | 98,17        | 34 568      | 97,58       |  |

Le suppléant de Claude Dhinnin était Francis Peltier, entrepreneur en bâtiments, conseiller général UDF, conseiller municipal de Mons-en-Barœul.

### Élections de 1993
| Candidat       | Candidat                     | Parti          | Premier tour | Premier tour | Second tour | Second tour |  |
| Candidat       | Candidat                     | Parti          | Voix         | %            | Voix        | %           |  |
| -------------- | ---------------------------- | -------------- | ------------ | ------------ | ----------- | ----------- |  |
|                | Claude Dhinnin sortant réélu | RPR (UPF)      | 14 217       | 41,98        | 19 789      | 61,7        |  |
|                | Paul Besson                  | PS (ADFP)      | 5 724        | 16,9         | 12 285      | 38,3        |  |
|                | Rémi Castermans              | FN             | 5 416        | 15,99        |             |             |  |
|                | Dominique Plancke            | Les Verts (EÉ) | 3 704        | 10,94        |             |             |  |
|                | Sylviane Delacroix           | PCF            | 2 195        | 6,48         |             |             |  |
|                | Pascal Bourriez              | LT-LNÉ         | 1 413        | 4,17         |             |             |  |
|                | Dominique Brunet             | LCR            | 629          | 1,86         |             |             |  |
|                | Richard Mortreu              | MDD            | 440          | 1,3          |             |             |  |
|                | Alain Mierzwa                | PLN            | 132          | 0,39         |             |             |  |
|                |                              |                |              |              |             |             |  |
| Inscrits       | Inscrits                     | Inscrits       | 56 412       | 100,00       | 56 414      | 100,00      |  |
| Abstentions    | Abstentions                  | Abstentions    | 20 965       | 37,16        | 21 648      | 38,37       |  |
| Votants        | Votants                      | Votants        | 35 447       | 62,84        | 34 766      | 61,63       |  |
| Blancs et nuls | Blancs et nuls               | Blancs et nuls | 1 577        | 4,45         | 2 692       | 7,74        |  |
| Exprimés       | Exprimés                     | Exprimés       | 33 870       | 95,55        | 32 074      | 92,26       |  |

Le suppléant de Claude Dhinnin était Francis Peltier.

### Élections de 1997
| Candidat       | Candidat               | Parti          | Premier tour | Premier tour | Second tour | Second tour |  |
| Candidat       | Candidat               | Parti          | Voix         | %            | Voix        | %           |  |
| -------------- | ---------------------- | -------------- | ------------ | ------------ | ----------- | ----------- |  |
|                | Claude Dhinnin sortant | RPR            | 10 692       | 32,34        | 17 135      | 49,56       |  |
|                | Alain Cacheux élu      | PS             | 8 527        | 25,79        | 17 436      | 50,44       |  |
|                | Rémi Castermans        | FN             | 5 360        | 16,21        |             |             |  |
|                | Sylviane Delacroix     | PCF            | 2 617        | 7,92         |             |             |  |
|                | Dominique Plancke      | Les Verts      | 1 964        | 5,94         |             |             |  |
|                | Alexandre Bouché       | LDI (MPF)      | 953          | 2,88         |             |             |  |
|                | Jean-Marie Bauin       | GÉ             | 687          | 2,08         |             |             |  |
|                | Nicole Donne           | PT             | 588          | 1,78         |             |             |  |
|                | Laetitia Laude         | US4J           | 586          | 1,77         |             |             |  |
|                | Patricia Facchetti     | LT-LNÉ         | 557          | 1,68         |             |             |  |
|                | Dominique Gérardin     | LCR            | 532          | 1,61         |             |             |  |
|                |                        |                |              |              |             |             |  |
| Inscrits       | Inscrits               | Inscrits       | 57 537       | 100,00       | 57 537      | 100,00      |  |
| Abstentions    | Abstentions            | Abstentions    | 23 239       | 40,39        | 20 990      | 36,48       |  |
| Votants        | Votants                | Votants        | 34 298       | 59,61        | 36 547      | 63,52       |  |
| Blancs et nuls | Blancs et nuls         | Blancs et nuls | 1 235        | 3,6          | 1 976       | 5,41        |  |
| Exprimés       | Exprimés               | Exprimés       | 33 063       | 96,4         | 34 571      | 94,59       |  |

Le suppléant d'Alain Cacheux était Gérard Decaluwe, adjoint au maire de Mons-en-Barœul, retraité.

### Élections de 2002
| Candidat       | Candidat                | Parti             | Premier tour | Premier tour | Second tour | Second tour |  |
| Candidat       | Candidat                | Parti             | Voix         | %            | Voix        | %           |  |
| -------------- | ----------------------- | ----------------- | ------------ | ------------ | ----------- | ----------- |  |
|                | Christian Decocq élu    | UMP               | 11 302       | 32,55        | 17 063      | 53,86       |  |
|                | Alain Cacheux sortant   | PS                | 10 417       | 30           | 14 616      | 46,14       |  |
|                | Georges Petite          | FN                | 3 655        | 10,53        |             |             |  |
|                | Thierry Pauchet         | UDF               | 3 595        | 10,35        |             |             |  |
|                | Brigitte Merlin         | Les Verts         | 1 415        | 4,08         |             |             |  |
|                | Nicole Tacquet-Leroy    | LCR               | 820          | 2,36         |             |             |  |
|                | Françoise Hénaut        | PCF               | 662          | 1,91         |             |             |  |
|                | Jean-Louis Frémaux      | Pôle républicain  | 596          | 1,72         |             |             |  |
|                | Véronique Marseguerra   | LO                | 492          | 1,42         |             |             |  |
|                | Rémi Castermans         | MNR               | 450          | 1,3          |             |             |  |
|                | Esmeralda Petit         | Divers écologiste | 419          | 1,21         |             |             |  |
|                | Bernard Prouvost        | Divers            | 219          | 0,63         |             |             |  |
|                | Pascal Dubois           | Divers écologiste | 148          | 0,43         |             |             |  |
|                | Isabelle Deledicque     | CPNT              | 120          | 0,345        |             |             |  |
|                | Franck Dhouailly        | Divers            | 119          | 0,34         |             |             |  |
|                | Marie-Christine Lambert | ND                | 111          | 0,32         |             |             |  |
|                | Suzanne Bouhadana       | Divers écologiste | 90           | 0,26         |             |             |  |
|                | Ludwik Hryszkiewicz     | Divers droite     | 89           | 0,26         |             |             |  |
|                |                         |                   |              |              |             |             |  |
| Inscrits       | Inscrits                | Inscrits          | 60 044       | 100,00       | 60 045      | 100,00      |  |
| Abstentions    | Abstentions             | Abstentions       | 24 757       | 41,23        | 27 124      | 45,17       |  |
| Votants        | Votants                 | Votants           | 35 287       | 58,77        | 32 921      | 54,83       |  |
| Blancs et nuls | Blancs et nuls          | Blancs et nuls    | 568          | 1,61         | 1 242       | 3,77        |  |
| Exprimés       | Exprimés                | Exprimés          | 34 719       | 98,39        | 31 679      | 96,23       |  |

Le suppléant de Christian Decocq était Jean-Claude Debus, ingénieur, professeur des universités, directeur de laboratoire, conseiller général du canton de Lille-Nord.

### Élections de 2007
| Candidat       | Candidat                 | Parti          | Premier tour | Premier tour | Second tour | Second tour |  |
| Candidat       | Candidat                 | Parti          | Voix         | %            | Voix        | %           |  |
| -------------- | ------------------------ | -------------- | ------------ | ------------ | ----------- | ----------- |  |
|                | Christian Decocq sortant | UMP            | 14 005       | 39,57        | 16 478      | 49,4        |  |
|                | Alain Cacheux élu        | PS             | 10 168       | 28,73        | 16 880      | 50,6        |  |
|                | Thierry Pauchet          | UDF–MoDem      | 4 559        | 12,88        |             |             |  |
|                | Philippe Tostain         | Les Verts      | 2 017        | 5,7          |             |             |  |
|                | Eliane Coolzaet          | FN             | 1 335        | 3,77         |             |             |  |
|                | Franck Vandecasteele     | Extrême gauche | 1 203        | 3,4          |             |             |  |
|                | Christian Bernard        | LCR            | 1 018        | 2,88         |             |             |  |
|                | Dominique Labis          | LT-LNÉ         | 458          | 1,29         |             |             |  |
|                | Véronique Marseguerra    | LO             | 336          | 0,95         |             |             |  |
|                | Rémi Castermans          | MNR            | 235          | 0,66         |             |             |  |
|                | Murielle Jozefiak        | Divers         | 57           | 0,16         |             |             |  |
|                |                          |                |              |              |             |             |  |
| Inscrits       | Inscrits                 | Inscrits       | 64 298       | 100,00       | 64 299      | 100,00      |  |
| Abstentions    | Abstentions              | Abstentions    | 28 507       | 44,34        | 29 809      | 46,36       |  |
| Votants        | Votants                  | Votants        | 35 791       | 55,66        | 34 490      | 53,64       |  |
| Blancs et nuls | Blancs et nuls           | Blancs et nuls | 400          | 1,12         | 1 132       | 3,28        |  |
| Exprimés       | Exprimés                 | Exprimés       | 35 391       | 98,88        | 33 358      | 96,72       |  |